# Eresia pardalina
Eresia pardalina är en fjärilsart som beskrevs av Johannes Karl Max Röber 1914. Eresia pardalina ingår i släktet Eresia och familjen praktfjärilar. Inga underarter finns listade i Catalogue of Life.